# Reactor de tanque agitado continuo

CSTR Símbolo

El reactor de tanque agitado continuo (CSTR), también conocido como reactor de tina o mezcla posterior, o un reactor de tanque agitado de flujo continuo (CFSTR), es un modelo común para un reactor químico en ingeniería química. Un CSTR refiere a menudo a un modelo utilizado para estimar las variables de operación de la unidad clave cuando se utiliza un reactor de tanque agitado continuo para lograr una producción especificada.[Notas 1] El modelo matemático funciona para todos los fluidos: líquidos, gases y lodos.
El comportamiento de un CSTR a menudo es aproximado o modelado por el de un reactor de tanque agitado idealmente continuo (CISTR). Todos los cálculos realizados con CISTRs asumen un mezclado perfecto. En un reactor perfectamente mezclado, la composición de productos es idéntica a composición del material dentro del reactor, el cual es una función de tiempo de residencia y velocidad de reacción. Si el tiempo de residencia es 5-10 veces el tiempo de mezclar, esta aproximación es válida para propósitos de ingeniería. El modelo CISTR es a menudo utilizado para simplificar cálculos de ingeniería y puede ser utilizado para describir los reactores de investigación. En la práctica sólo se puede abordar, en particular en los reactores de tamaño industrial.

## El modelo
Supone:

Esquema Transversal

- Mezcla perfecta o ideal, como se indicó anteriormente

Balance de masa integral en número de moles Ni de la especie i en un reactor de volumen V.
{\displaystyle [{\text{accumulation}}]=[{\text{in}}]-[{\text{out}}]+[{\text{generation}}]}
1.{\displaystyle {dNi \over dt}=Fio-Fi+Vviri}
Donde Fio es la entrada de velocidad de flujo molar de especies i, Fi la salida de velocidad de flujo molar, y vi Coeficiente estequiométrico. La velocidad de reacción, r, generalmente depende de la concentración de reactivo y la constante de velocidad (k). La constante de velocidad puede ser determinada utilizando una velocidad de reacción empírica conocida que está ajustada para la temperatura que utiliza la dependencia de la temperatura de Arrhenius.  Generalmente, a medida que la temperatura aumenta lo hace la velocidad a la que la reacción ocurre. Tiempo de residencia, es la cantidad promedio de tiempo que una cantidad discreta de reactivo gasta dentro del tanque.
Supone:
- Densidad constante (válido para la mayoría de los líquidos; válido para gases sólo si no hay ningún cambio neto en el número de moles o cambio drástico de temperatura)
- Condiciones isotérmas, o temperatura constante (k es constante)
- Estado estacionario (GA = rAv)
- La única Reacción, irreversible (νUn = −1)
- Reacción de primer orden (r = kCA)

A → productos
NA = CA V (dónde CA es la concentración de especies A, V es el volumen del reactor, NA es el número de moles de las especies A)
2.{\displaystyle CA={\frac {CA\circ }{1+kr}}}
Los valores de las variables, concentración de salida y tiempo de residencia, en la Ecuación 2 son los principales criterios de diseño.
Para modelar sistemas que no obedecen los supuestos de temperatura constante y una sola reacción, las variables dependientes adicionales deben de ser consideradas.  Si se considera que el sistema está en estado no estacionario, se debe resolver una ecuación diferencial o un sistema de ecuaciones diferenciales acopladas. 
CSTR es conocido por ser uno de los sistemas que exhiben un comportamiento complejo, como la multiplicidad en estado estacionario, ciclos de límite y caos.

## Aplicación
Reactores de flujo continuo de tanque agitado son normalmente aplicados en procesos de tratamiento de agua de residuos. CSTRs facilita tipos de dilución los cuales hacen resistentes a pH alto y residuos de ácidos grasos volátiles de bajo pH. Los CSTRs son menos eficientes en comparación a otros tipos de reactores cuando requieren volúmenes de reactor más grande para conseguir la misma velocidad de reacción que otros modelos de reactor como Reactores de Flujo del Tapón.